# Раданє
Раданє (мак. Радање) — село у Північній Македонії, яке входить до складу общини Карбинці, що в Східному регіоні країни.
Громада складається з 471 особи (перепис 2002): за національністю — 318 македонців, 118 турків, 34 арумуна і 1 серб. Село розкинулося в передгірній низовинній місцині (середні висоти — 444 метрів), яку македонці називають Овче поле.

## Галерея

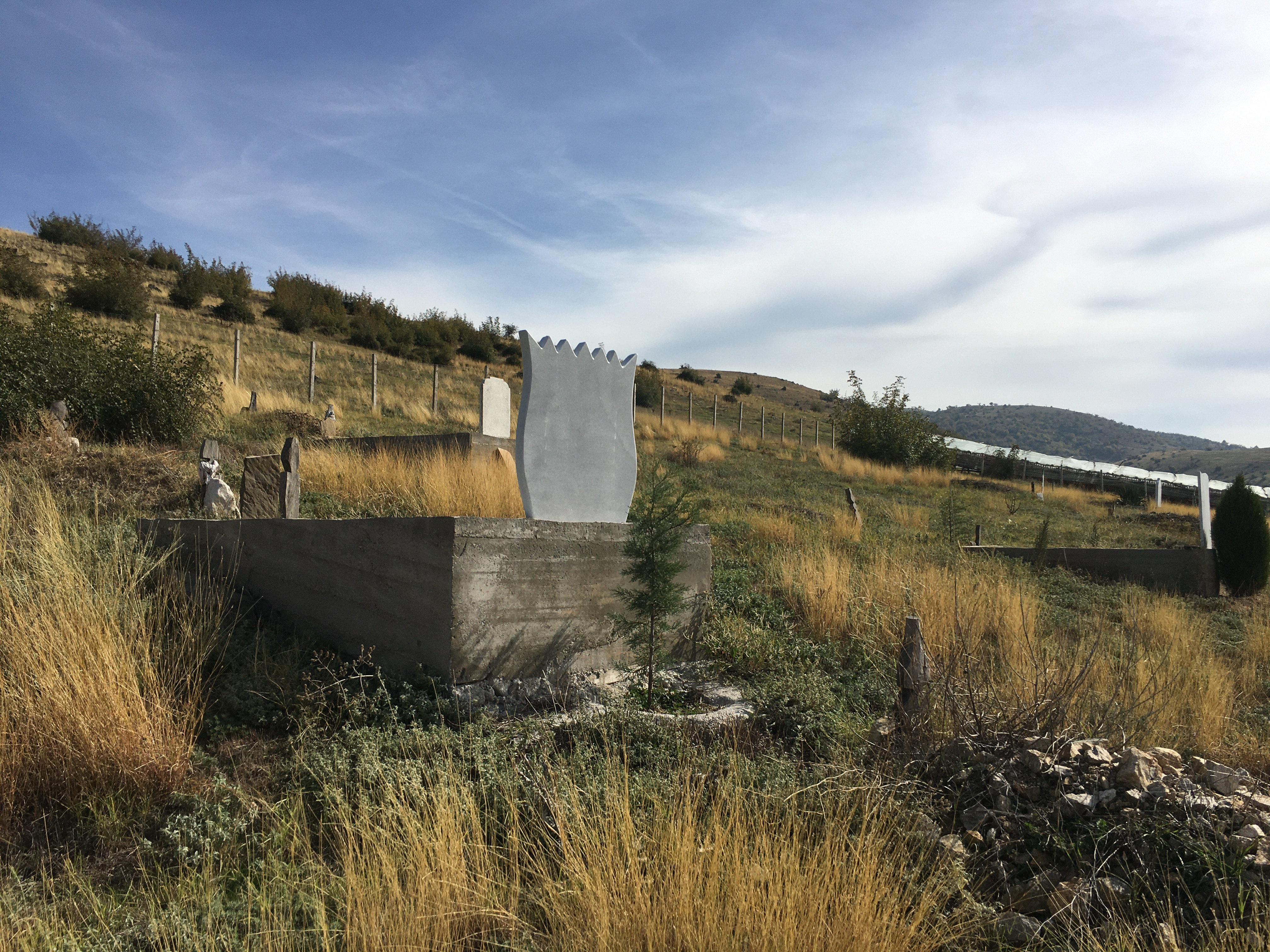
Кладовище
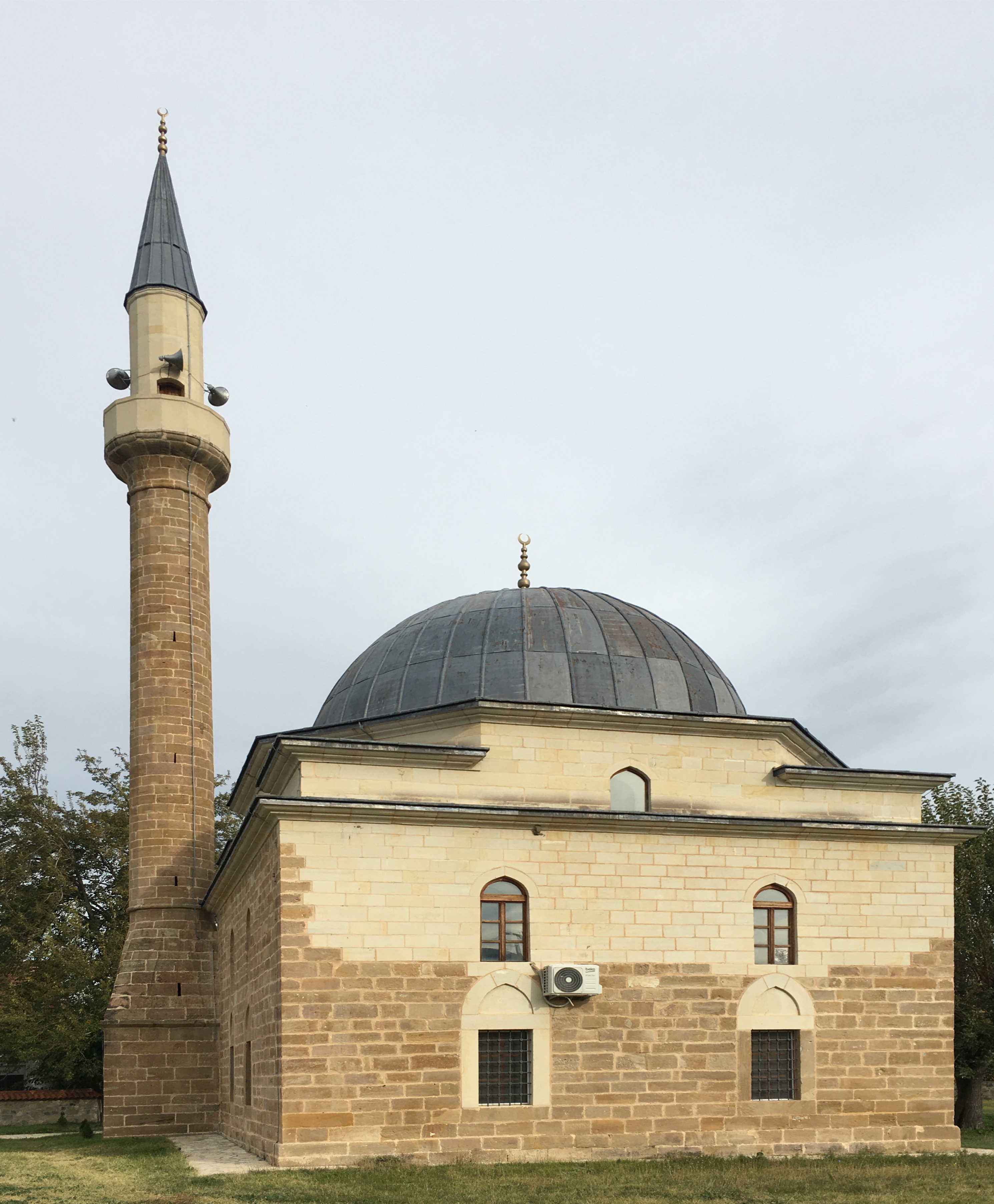
Мечеть
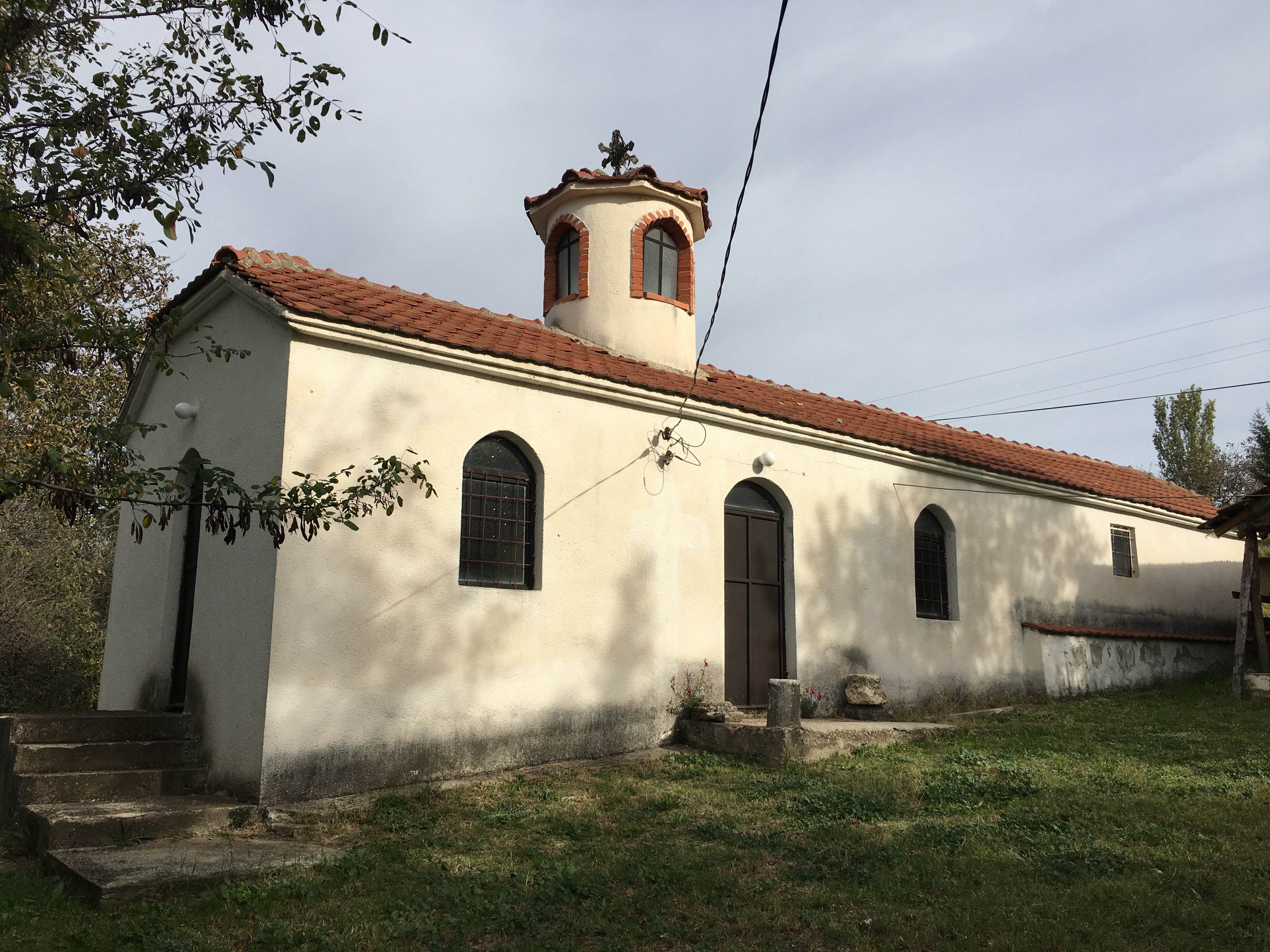
Церква святих Кирила і Мефодія